# Balten

Baltische stammen c. 1200;
West-Balten in groen, Oost-Balten in bruin.
(Grenzen bij benadering; de Dnjepr-Balten zijn niet aangegeven)

De Balten of Baltische volkeren, gedefinieerd als de sprekers van een van de Baltische talen, een tak van de Indo-Europese taalfamilie, zijn de afstammelingen van een groep Indo-Europese stammen, die zich vestigden in het gebied tussen de benedenstroom van de Weichsel, de Westelijke Dvina en de Dnjepr, aan de zuidoostkust van de Oostzee.
Het grote aantal meren en moerassen in het gebied isoleerde de Balten, en als resultaat hiervan hebben de Baltische talen enkele conservatieve en archaïsche eigenschappen. Onder de Baltische volkeren bevinden zich de hedendaagse Litouwers, Letten en Letgallen (allen Oost-Baltisch) en de Oude Pruisen, Jatvingen en Galinden, wier talen en culturen nu uitgestorven zijn.
De term "Balten" werd evenwel uitgevonden door de Duitse taalkundige Georg Nesselmann in 1845 om gelijkaardige etnische groepen aan de Oostzee (Baltische Zee) te beschrijven.
Als Baltische Duitsers, ook wel Duitse Balten en in het Duits: 'Baltendeutsche' werden de Duitstaligen in het huidige Letland en Estland aangeduid. Zij namen sinds de 13de eeuw een dominante positie in als stedelingen en grootgrondbezitters. Nadat, in de 18de eeuw, Rusland het huidige Letland en Estland had ingelijfd, werden deze gebieden aangeduid als 'de Baltische provincies', ook wel als de 'Oostzeeprovincies'. Dit kan verwarring scheppen als men bedenkt dat de Esten niet tot de Balten in etnische zin behoorden, en de Litouwers, wier woongebied dan weer niet tot deze provincies behoorde, juist wel.

## Geschiedenis

Baltische culturen in de ijzertijd
Samland-Natangen-groep
West-Mazurië-groep (Galinden)
Oost-Mazurië-groep (Jatvingen)
Beneden-Memel en Koerland-groep (Koeren)
Geborsteldkeramiekcultuur (Litouwers en Letten)
Milogradcultuur
Dnjepr-Dvinacultuur (Dnjepr-Balten)
Pommerse gezichtsurnencultuur (Veneti?)
Klokgravencultuur

### Prehistorie
De Urheimat van de Baltische volkeren was volgens archeogenetisch onderzoek en archeologische studies aan het einde van de IJstijd en het begin van het Mesolithicum het gebied aan de Oostzee en Centraal-Europa. De Balten verspreidden zich van het Oostzeegebied in het westen naar de Wolga in het oosten (Fatjanovo-Balanovocultuur). Ten zuiden bevond zich de Slavische Urheimat, in het gebied ten zuiden van de Prypjatmoerassen. 

## Baltische volkeren en stammen
- West-Balten
  - Koeren
  - Pruisen
    - Nadroven
    - Barten
    - Natangen
    - Pogesen
    - Pomesanen
    - Sassen
    - Samben
    - Varmen

  - Skalven
  - Jatvingen
  - Galinden
- Oost-Balten
  - Litouwers
    - Samogitiërs

  - Letten
    - Letgallen
    - Semgallen
    - Selonen
- Dnjeprbalten